# Rock DJ
«Rock DJ» es un sencillo del cantante británico Robbie Williams incluido en su cuarto álbum Sing When You're Winning lanzado en el año 2000. La canción samplea fuertemente a la canción «It's Ecstasy When You Lay Down Next to Me» de Barry White de 1977, y también contiene un sample de «Can I Kick It?» de A Tribe Called Quest. «Rock DJ» fue la cuarta canción de mejor venta del año 2000 en el Reino Unido.
«Rock DJ» estuvo -en parte- inspirada por el mentor de Robbie en UNICEF, el fallecido Ian Dury. Además, marcó el lanzamiento de Sing When You're Winning. «De hecho fue: 'Ian, me podrías por favor lanzar un compás'» dice Robbie, «y luego comenzó con 'singing in the classes, music for your masses, give no head no backstage passes...'».[cita requerida]
«Es una canción para el reventón y las canciones para eso suelen tener letras que no significan algo. Todo lo demás ha sido, ya sabes, emocional... no es un disco deprimente, pero se ha tratado de la tristeza, de estar solo y deprimido, lo suficientemente simpático, pero realizado de un forma alegre», aclaró.[cita requerida]

## Video musical
El video musical, dirigido por Vaughan Arnell, estuvo rodeado por la controversia a causa de su contenido explícito. El video comienza con Williams bailando en un disco giratorio con chicas patinando alrededor de él. Él quiere llamar la atención de la DJ (interpretada por Lauren Gold), que se encuentra sobre el escenario, de modo que comienza a hacer striptease sacándose poco a poco su ropa hasta quedar completamente desnudo. Como a pesar de eso no consigue llamar la atención de la DJ, comienza a sacarse su piel como si fuera otra ropa, dejando a la vista su sistema muscular; entonces se arranca diversos músculos y órganos (en maquillaje pesado), hasta que lo único que le queda de él es su esqueleto. El despellejamiento y la conversión en esqueleto son realizados ficticiamente mediante efectos especiales. Al final, consigue la atención de la DJ y baila con ella como esqueleto. El video termina con unos títulos en donde dice: «No Robbies were Harmed During the Making of this Video» (ningún Robbie fue dañado durante el desarrollo de este video). El Robbie sin piel también aparece en la portada del sencillo «Rock DJ», así como en la portada del lanzamiento en DVD de In and Out of Consciousness: Greatest Hits 1990–2010 de 2010.

### Censura
El final del video (comenzando con Williams quitándose su piel), fue cortado por muchos canales de televisión alrededor de Europa, incluyendo VIVA, MCM, MTV y The Box. VH1 Europa decidió usar su propio video para la canción, creado de material de estudio de grabación. 
Ejemplos de estaciones de televisión que aún emiten el video completo son el canal búlgaro MM (a menudo en tiempo de día) y el canal canadiense MusiquePlus. Otros canales emitieron el video editado por el día, mientras que el original lo emitieron por la noche, mientras que The Hits tocó una versión que se corta desde Williams bailando en su ropa interior a bailando como un esqueleto, llenando el espacio con repeticiones de escenas anteriores. En 2001, «Rock DJ» ganó el premio MTV Video Music Awards por mejores efectos especiales. En 2006, fue votado por los espectadores como el séptimo video más innovador de todos los tiempos en MTV y en 2007 fue ubicado en el lugar 48 de los 50 videos más controversiales de MuchMusic. El video ha sido visto numerosas veces en el programa Pants-Off Dance-Off de Fuse TV a pesar de su contenido sangriento. Delante del fin de la rutina de baile/estriptis del pancer cuando el video es visto en el fondo como otro, sólo muestran a Williams, brevemente, arrancándose y arrojando su piel, y bailando en forma muscular antes de cesarse al presentador del show. Durante muchos episodios de la primera temporada (y algunos de la segunda), se incluía el mismo baile del pancer. Rápidamente se volvió popular entre los espectadores, como alguno de los otros videos vistos para sacarse el pantalón, cuando el show pasó. Ganó los concursos semanales incontables veces. En un episodio, los espectadores lo votaron como uno de los mejores vídeos y pancings en el show.
Existe aparte una versión previa completamente diferente, donde aparece Robbie y su banda interpretando el tema y haciendo bromas en un cuarto blanco. Este exclusivo video estuvo disponible un tiempo en su sitio oficial, pero actualmente ya no se encuentra en línea. Tal vez esta versión fue hecha a la vez junto con el video exclusivo de «Dance with the Devil»" del DVD Where Egos Dare.
En América Latina, el video también ha generado mucha atención en cuanto a su contenido. En Venezuela, el canal musical Puma TV recibió una comunicación por parte de CONATEL, en la cual se le amonestó por la emisión del video, el cual ofrecía escenas no aptas para ser transmitidas según el Reglamento Parcial de Transmisiones de Televisión. El video fue prohibido en República Dominicana debido a acusaciones de satanismo. Mientras que el resto de Latinoamérica se pudo ver el video sin censura en canales como MTV Latino o MuchMusic.

## Reacción en Estados Unidos
Aunque la canción «Rock DJ» apareció en el álbum Sing When You're Winning, nunca fue lanzado en los Estados Unidos ni tampoco como sencillo. Aún consiguiendo llegar al lugar 24.º de la lista de éxitos Billboard Hot Dance, «Rock DJ» consiguió algo de atención en América debido al valor provocativo del video musical. A causa del controvertido video musical, «Rock DJ» ganó el premio MTV Video Music Awards por los mejores efectos especiales y fue incluido en la red de Fuse Pants-Off Dance-Off. En el Reino Unido se reprodujo primero en Top of the Pops a las 2:00 a. m.. En MTV2, el video musical fue emitido en su forma completa en un listado especial de los videos más controvertidos de la historia de MTV.

## Créditos
- Escrito por: Robbie Williams / Guy Chambers / K. Andrews / N. Pigford / E Paris /
- Publicado por: EMI Music // BGM Music //Ltd/Hit & Run Music/Minder Music.
- Producido por: Guy Chambers / Steve Power

## Éxito
La canción se convirtió en el tercer sencillo número uno en solitario en el Reino Unido, llegando a vender sobre 600.000 copias y alcanzando el disco de platino por la BPI. La canción también se convirtió en un éxito en Europa, ubicándose dentro de los «top ten» en muchos países y se convirtió en su primer sencillo número uno en Nueva Zelanda, Argentina y México. La canción también se convirtió en un éxito «top five» en Australia, donde fue a vender sobre 70.000 copias siendo certificadas platino por la ARIA. Sin embargo, el éxito en los EE. UU. fue limitado, llegando al lugar 24.º de los Hot Dance Club Play de Billboard, pero cayendo dentro del Billboard Top 100. «Rock DJ" llegó a vender casi cuatro millones de copias en el mundo. La canción fue nombrada como la mejor canción del 2000 en los MTV Europe Music Awards y mejor sencillo en los Brits del año 2000.

## Lista de canciones
CD Single Reino Unido
1. «Rock DJ» - 4:15
2. «Talk to Me» - 3:28
3. «Rock DJ» [Player One Remix] - 5:34

DVD Single Reino Unido
1. «Rock DJ» [Music Video]
2. «Rock DJ» [The Making Of]

## Posiciones en la lista de éxitos
| Lista                                  | Puesto | Semanas |
| -------------------------------------- | ------ | ------- |
| Hot Dance Club Play                    | 24     | 11      |
| Los 40 Principales                     | 1      |         |
| UK Singles Chart                       | 1      |         |
| Year End Chart 2000                    | 5      |         |
| Top 40 NZ Music Chart                  | 4      |         |
| MuchMusic                              | 28     | 2       |
| MuchMusic 50 Most Controversial Videos | 48     | -       |
| Mtv 15 años (2008)                     | 8      | -       |

## Certificaciones y ventas
| País          | Certificación | Ventas/compras |
| ------------- | ------------- | -------------- |
| Australia     | Platino       | 70 000+        |
| Nueva Zelanda | Oro           | 7500+          |
| Reino Unido   | Platino       | 635 000+       |
| Alemania      |               | 150 000+       |